# 方尾白姑魚
方尾白姑魚為輻鰭魚綱鱸形目鱸亞目石首魚科的其中一種，分布於西印度洋區，包括馬達加斯加、從莫三比克至南非伊莉莎白港海域，棲息深度15-300公尺，體長可達71公分，棲息在沿海沙泥底質海域，冬季為繁殖期，屬肉食性，以魚類及甲殼類為食，可做為食用魚及遊釣魚。